# Cyrtonastes weisei
Cyrtonastes weisei é uma espécie de artrópode pertencente à família Chrysomelidae.